# غشائيات الأجنحة الحقيقية
غشائيات الأجنحة الحقيقية (الاسم العلمي:Euhymenoptera) هي أصنوفة عليا من الحشرات تتبع رتيبة ذوات الخصر من رتبة غشائيات الأجنحة.

## التصنيف
- غشائيات الأجنحة الجديدة
  - غشائيات الأجنحة الحقيقية
    - زنبوريات وأشباهها
      - النمليات
        - النملاوات الأحادية الخصر
          - نملاوية أحادية الخصر
            - نملة الحقل

        - النملاوات الثنائية الخصر
          - النملاوية الثنائية الخصر
            - النملة الشائعة

          - النملاوية النارية
            - النمل الناري
            - النملة الأحادية الأجزاء

        - البونيراوات
          - البونيراوية
            - البونيرة